# Vlatko Majić
Vlatko Majić (Vitina kod Ljubuškog, 1956.) hrvatski je književnik.
Profesor hrvatskog jezika i književnosti, radio u srednjoj i osnovnoj školi u Zagrebu, Pagu i Zadru,       
a bio je ravnatelj Gradske knjižnice Pag.
Piše poeziju, prozu, igrokaze i književnokritičke tekstove. Pjesme su mu prevođene na talijanski, engleski, njemački, francuski, albanski i slovenski jezik.
Nagrađivan za poeziju i prozu, te je zastupljen u čitankama i antologijama u Bosni i Hercegovini i Hrvatskoj.
Član je Matice hrvatske, Udruge dragovoljaca domovinskog rata, Društva hrvatskih književnika Herceg-Bosne u Mostaru i Društva hrvatskih književnika u Zagrebu.
Dosad objavio sljedeće knjige:
- Glazba češlja, pjesme, Svjetlost, Sarajevo, 1982.,republička nagrada na Trebinjskim večerima poezije, 1982.
- Pjevač pod zemljom, pjesme, RKND, Rijeka, 1987., godišnja nagrada RKND
- Kairos, pjesme, Školske novine, Zagreb, 1989.
- Jezičak, pjesme, RKND, Rijeka, 1991.
- Najviše je plave boje, pjesme za djecu, Naša djeca, Zagreb, 1992.
- Kad srce brodi/Che navighi il cuore, pjesn.-graf. mapa s ak. slikarom Josipom Martinkom, Zagreb, 1992., nagrada Alpe-Adria, Treviso, 1993.
- Vrijeme soli, pjesme/proza, Ognjište, Senj, 1996.
- Krila nad vodom, pjesme, Gradska knjižnica, Zadar, 2006.
- Kad srce brodi/Che navighi il cuore, pjesn.-graf. mapa, prepjev na tal. jezik Joja Ricov, 2. izmijenjeno   izdanje, Znanstvena knjižnica, Zadar, 2017.
- Obeščašćivač, kaočasopis, Ogranak Matice hrvatske u Pagu; Znanstvena knjižnica, Zadar, 2017.
- Vinožito, izabrane pjesme, Das Wort, Slavonski Brod; Društvo hrvatskih književnika HB, Mostar, 2020., nagrada Terra Tolis, Orašje, 2021.